# Viaduc d'Echinghen
Le viaduc d'Echinghen est un viaduc français situé sur l'autoroute A16 à Echinghen près de Boulogne-sur-Mer dans le département du Pas-de-Calais. Il s'agit du plus long pont du département et du 25e plus long de France. Il mesure 1301 mètres de long et sa hauteur atteint plus de 80 mètres. Il forme, avec les viaducs de Quéhen et d'Herquelingue, l'ensemble des « viaducs du Boulonnais ».

## Histoire

### Construction
Le viaduc a été construit entre 1996 et 1997 pour les besoins de l'A16, autoroute construite en cette même période.

### 2017 - 2018: découverte de câbles corrodés, sécurisation et aménagements
En novembre 2017, lors d'une inspection du viaduc d'Echinghen, les équipes de maintenance chargées de la gestion des ouvrages d'art de la SANEF (société concessionnaire qui exploite le viaduc) découvrent la présence d'une dizaine de câbles de précontrainte corrodés. 
Une importante opération de sécurisation de ces câbles a lieu entre fin 2017 et mi-2018 ainsi qu'une vérification minutieuse des plus de 300 câbles en acier qui supportent la structure.
Par arrêté de la préfecture du Pas-de-Calais, la circulation des poids-lourds est alors momentanément interdite par mesure de sécurité sur le viaduc d’Echinghen.
Deux déviations sont alors mises en place dans le cadre de l'arrêté préfectoral :
- La première pour les trajets locaux :
  - Sens Boulogne vers Paris : emprunter la sortie Boulogne Port n° 29 et récupérer l'autoroute A16 à Isques n° 28 en direction d’Amiens
  - Sens Paris vers Boulogne : sortir de l'A16 à Isques n° 28 et retrouver l’A16 vers le Nord à Boulogne Port (n° 29).

- La seconde déviation concerne les trajets nationaux ou régionaux dits grande maille, les poids lourds circulant entre Calais et Amiens sont invités à passer par l'A26-A1-A29 pour éviter le nord de l'A16.

Les autres véhicules circulent à 90 km/h maximum et sur une voie dans les deux sens de circulation.
Face au non-respect de cette interdiction temporaire, les contrôles se multiplient et la vitesse est réduite à 50 km/h en amont de la sortie Isques (n° 28), dans les deux sens de circulation, pour permettre aux poids-lourds d'avoir le temps de mieux voir la signalisation et les déviations. Des radars sont installés le 9 janvier 2018 à ces emplacements. L'accès au viaduc depuis la sortie 29 est également fermé à tous les véhicules.
L'interdiction de circulation sur le viaduc aux poids-lourds a généré des désagréments: le trafic important de poids lourds dévié sur les routes communales d'Isques et de Saint-Léonard (entre 2 000 et 3 000 par jour) causent de nombreuses perturbations pour les riverains et plusieurs travaux de réparations sur les chaussées endommagées.
Le 22 janvier 2018, l'arrêté préfectoral interdisant aux poids-lourds de circuler et limitant la vitesse sur le viaduc est prolongé jusqu'au 30 juin 2018.
Le 20 juin 2018, les poids-lourds sont de nouveau autorisés à emprunter le viaduc d'Echinghen. Les voies rapides restent neutralisées par mesure de précaution.
Pour la réalisation de certaines opérations, le concessionnaire autoroutier a organisé des fermetures ponctuelles de l'ouvrage mais uniquement de nuit. Et afin de limiter la gêne des riverains impactés par la première déviation, lors de ces fermetures nocturnes, un nouvel itinéraire a été mis en place dès septembre 2018 évitant désormais la traversée des communes. Cet itinéraire obligeait les poids-lourds à sortir au diffuseur de Neufchâtel-Hardelot (n° 27) dans le sens Paris vers Boulogne et plus Isques (n° 28). Même chose dans le sens Boulogne vers Paris mais pour retrouver l'A16 vers le sud.

### Remplacement des câbles et retour à une circulation normale septembre 2019 à décembre 2020
Une fois la sécurisation des onze câbles corrodés terminés, le concessionnaire s'est attelé à un chantier de haute technicité pour procéder à leur dépose puis à leur remplacement. Sanef s'est entouré d'un comité technique constitué, entre autres, d'experts reconnus dans le milieu des ouvrages d'arts mais aussi de représentants de l'État, afin de trouver la meilleure technique de rénovation et ce, dans les meilleures conditions de sécurité pour tous : ouvriers du chantier et utilisateurs de l'autoroute.
Les travaux de dépose et de repose des 11 câbles abîmés, sont réalisés entre mi-2018 et fin 2019.
Le 24 décembre 2019, les travaux de rénovation des câbles de précontrainte prennent fin ; les restrictions de circulation sont levées par la Préfecture, dans les temps annoncés par le concessionnaire autoroutier. Ainsi, tous les véhicules (légers et poids-lourds) circulent à nouveau sur l'ensemble des voies du viaduc.

## Description de l'ouvrage
Le pont mesure 1 301 m.
La portée principale mesure 110 mètres, tandis que la pile la plus haute atteint 70 mètres de hauteur. 
Viaduc en poutre-caisson, précontraint, âmes tubes acier, hourdis béton précontraint.

## Exploitation de l’ouvrage
L'autoroute A16 passe sur le viaduc. Cette autoroute relie la région parisienne à la frontière avec la Belgique via Beauvais, Amiens, Abbeville, Boulogne-sur-Mer, Calais et Dunkerque. Le viaduc est situé entre les sorties 28 (qui dessert Isques) et 29 (qui dessert Boulogne-Ports et Outreau).
Il est exploité par la Société des autoroutes du Nord et de l'Est de la France (Sanef), étant donné qu'il est situé sur le tronçon de l'A16 concédé à cette société.

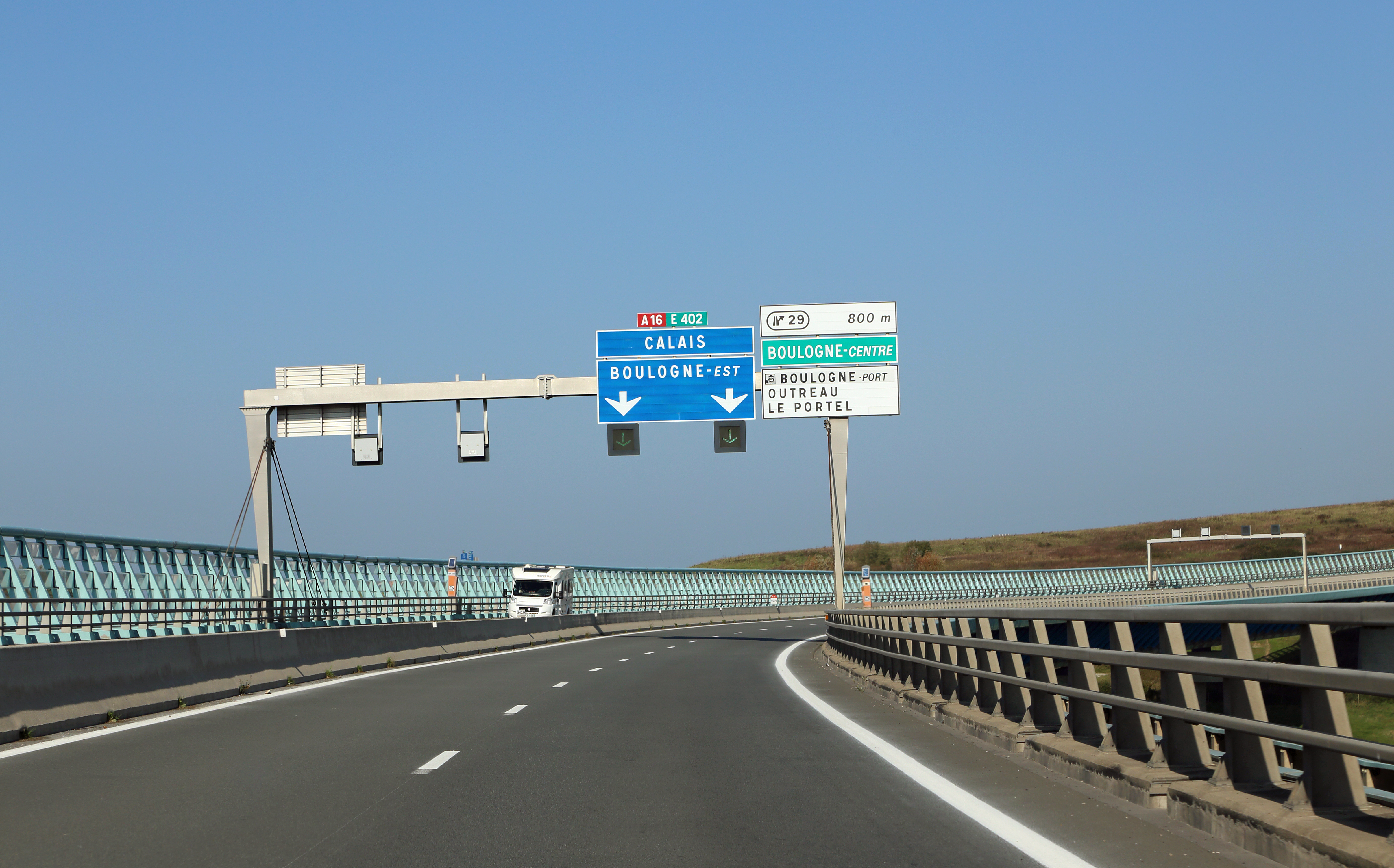
Vue de l'autoroute A16 sur le viaduc.
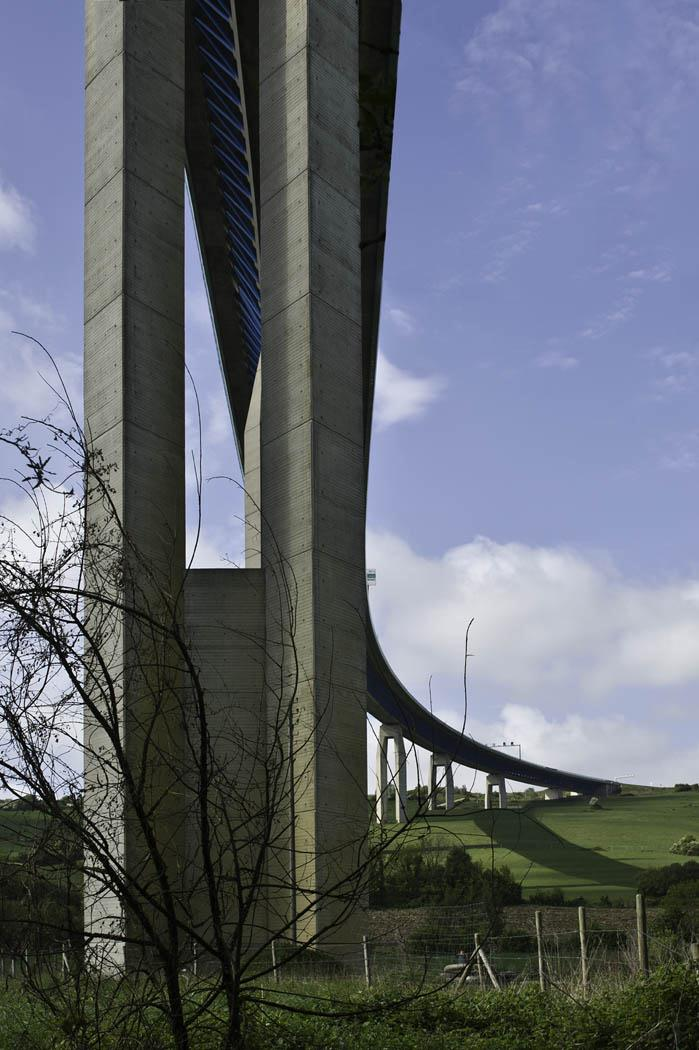
Une autre vue du viaduc.
- Passage du viaduc de nord en sud.

## Restrictions de circulation
En raison de son exposition aux vents, le viaduc peut s'avérer dangereux pour les véhicules pouvant être déviés par les rafales (véhicules avec remorques, caravanes, poids lourds,...). De ce fait, des restrictions de circulation sont souvent mises en place pour pallier ces dangers. Ainsi, la vitesse est souvent abaissée à 90 voire 70 km/h sur le viaduc, et la circulation est alors limitée à une seule voie dans les deux sens pour interdire le dépassement.